# New South Wales Open 1977
Il New South Wales Open 1977 è stato un torneo di tennis giocato sull'erba. È stata l'86ª edizione del torneo, che fa parte del Colgate-Palmolive Grand Prix 1977 e del WTA Tour 1977. Si è giocato a Sydney in Australia dal 12 al 18 dicembre 1977.

## Campioni

### Singolare maschile
Roscoe Tanner ha battuto in finale  Brian Teacher con il punteggio di 6–3, 3–6, 6–3, 6–7, 6–4.

### Singolare femminile
Evonne Goolagong ha battuto in finale  Sue Barker con il punteggio di 6–2, 6–3.

### Doppio maschile
Phil Dent /  John Alexander  hanno battuto in finale  Allan Stone /  Ray Ruffels con il punteggio di 7–6, 2–6, 6–3.

### Doppio femminile
Evonne Goolagong /  Helen Gourlay hanno battuto in finale  Mona Schallau /  Kerry Reid con il punteggio di 6–0, 6–0.